# Xuân Chinh
Xuân Chinh là một xã thuộc huyện Thường Xuân, tỉnh Thanh Hóa, Việt Nam.
Xã Xuân Chinh có diện tích 73,14 km², dân số năm 1999 là 2557 người, mật độ dân số đạt 35 người/km².